# Power (EP)
Power är det brittiska oi!-/streetpunk-bandet Gundogs debut-EP, utgiven som en 7"vinyl 1997 på vrittiska skivbolaget New Blood Records.

## Låtlista

### Sida A
1. "Power"
2. "Bouncer"

### Sida B
1. "Paint"
2. "Fatty's Stroll"

### Fotnoter
1. ↑  ”Power”. Discogs.com. http://www.discogs.com/Gundog-Power/release/2783127. Läst 13 april 2012.